# Myrmica jucunda
Myrmica jucunda är en myrart som beskrevs av Smith 1861. Myrmica jucunda ingår i släktet rödmyror, och familjen myror. Inga underarter finns listade i Catalogue of Life.